# Nattaporn Phanrit
Nattaporn Phanrit ou ณัฐพร พันธุ์ฤทธิ์ en thaï, né le 11 janvier 1982 à Nakhon Sawan, est un footballeur thaïlandais. 
Il est actuellement capitaine l'équipe de Thaïlande depuis 2010.

## Biographie

### International
Il participe à la Coupe d'Asie 2004 et à la Coupe d'Asie 2007 avec la Thaïlande.

## Palmarès

### En club
- Tobacco Monopoly :
  - Champion de Thaïlande en 2005.

- Chonburi :
  - Vainqueur de la Kor Royal Cup en 2008.

- Muangthong United :
  - Champion de Thaïlande en 2009 et 2010.
  - Vainqueur de la Kor Royal Cup en 2010.

## Statistiques

### Buts en sélection
Le tableau suivant liste les résultats de tous les buts inscrits par Nattaporn Phanrit avec l'équipe de Thaïlande.